# تیپرای شمالی
تیپرای شمالی (به لاتین: North Tipperary) یک منطقهٔ مسکونی در جمهوری ایرلند است که در شهرستان تیپراری واقع شده‌است. تیپرای شمالی ۲٬۰۴۶ کیلومتر مربع مساحت و ۷۰٬۳۲۲ نفر جمعیت دارد.